# Laura Ingraham

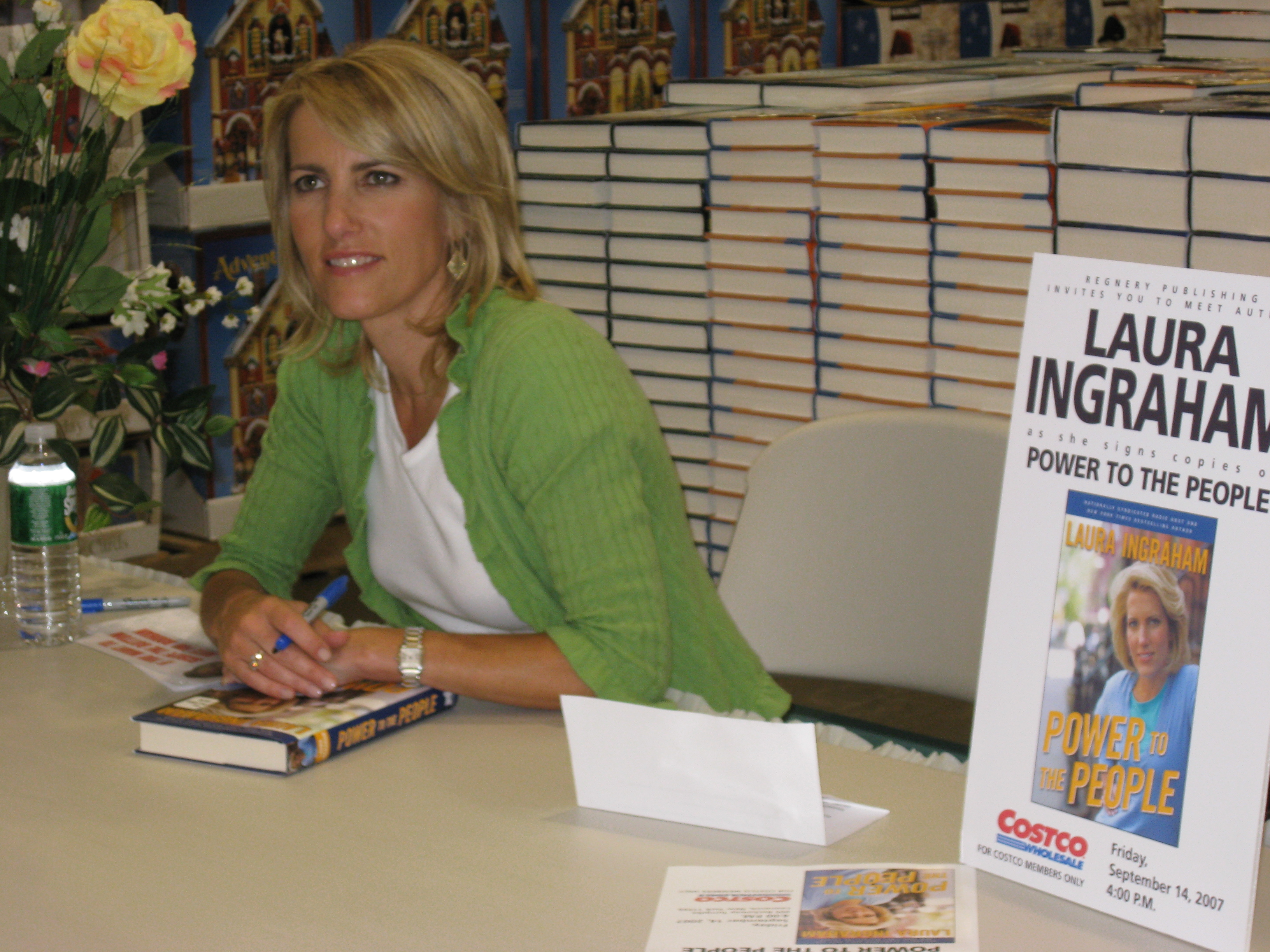
Laura Ingraham

Laura Ingraham (ur. 19 czerwca 1963) to amerykańska konserwatywna komentatorka polityczna. Znana jest przede wszystkim jako prowadząca audycję radiową The Laura Ingraham Show, która jest jednym z najpopularniejszych pod względem liczby słuchaczy programów radiowych w Stanach Zjednoczonych. Jest również autorką kilku książek, między innymi Power to the People. Od 2017 publicystka prawicowej stacji telewizyjnej Fox News, zwolenniczka Donalda Trumpa, po ataku na Kapitol 6 stycznia 2021 roku rozpowszechniała na antenie Fox News, nieprawdziwe informacje o tym, że atak został zaplanowany i przeprowadzony przez Antifę. Początkowo dezawuowała istnienie pandemii COVID-19, wkrótce jednak ślad za Donaldem Trumpem polecała na antenie zażywanie hydroksychlorochiny, jako środka zapobiegawczego, a w razie konieczności także leczniczego po zakażeniu wirusem SARS-CoV-2. W sierpniu 2021 roku, zalecała natomiast zażywanie iwermektyny – weterynaryjnego środka odrobaczającego dla koni.
W trakcie posiedzenia komisji śledczej Izby Reprezentantów w sprawie ataku na Kapitol z 6 stycznia, 12 grudnia 2021 roku odczytano treść wysyłana przez Laurą Ingraham SMSów do szefa sztabu Donalda Trumpa Marka Meadowsa, w których wzywała prezydenta do zatrzymania tłumu i wezwania ludzi aby rozeszli się do domów, bo tym atakiem Donald Trump niszczy swoją spuściznę.